# Add-Drop Multiplexer
Un Add-Drop Multiplexer o ADM è un elemento di rete nei sistemi di trasmissione sincrona SDH/SONET e nelle reti ottiche di tipo WDM (in quest'ultimo caso si parla anche di Optical Add-Drop Multiplexer o OADM).

## Principio di funzionamento

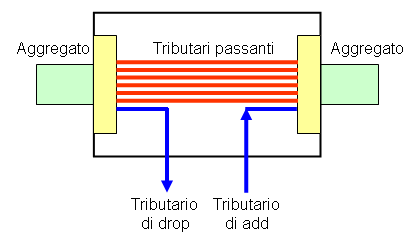
Schema di principio di un ADM

Questo tipo di apparato costituisce il tipico nodo di accesso alla rete multiplata, in quanto è in grado di accettare in ingresso un segnale tributario e inserirlo direttamente in una trama multiplata (detta anche flusso aggregato o semplicemente aggregato) verso la rete di telecomunicazione vera e propria. In modo simmetrico, l'apparato è in grado di compiere l'operazione inversa in uscita, ossia prelevare un flusso tributario dalla trama aggregata e restituirlo nel suo formato originario verso l'utenza esterna.
Il termine Add-Drop (ossia aggiungi-togli) fa riferimento alle caratteristiche specifiche della multiplazione SDH/SONET e WDM, che consentono di spillare o inserire direttamente singoli tributari senza dover demultiplare o rimultiplare l'intero flusso aggregato. In questo modo, è possibile inserire o estrarre flussi tributari in modo selettivo da qualsiasi nodo della rete, lasciando in configurazione "passante" tutti gli altri flussi tributari che non terminano sul nodo specifico. Questa caratteristica consente di far convergere in un unico elemento di rete, l'ADM, due funzionalità che, nelle reti plesiocrone, vengono normalmente svolte da due elementi di rete distinti: la funzione di terminale di linea (apparato di accesso alla rete) e la funzione di ripartitore (apparato di distribuzione in rete dei singoli tributari).
Nel caso di una rete SDH/SONET, il tributario può essere un segnale PDH o dati (Ethernet, ATM eccetera) o, in modo ricorsivo, una trama SDH/SONET che deve essere multiplata in un aggregato SDH/SONET di gerarchia superiore.
Nel caso di una rete WDM, il tributario è costituito da una singola lunghezza d'onda λ. L'OADM, oltre a eseguire la multiplazione selettiva, può inoltre aggiungere un'eventuale trasposizione in frequenza del tributario ottico allo scopo di evitare interferenze con le altre λ presenti nel flusso aggregato. A seconda del tipo di tecnologia ottica utilizzata, l'OADM può essere di tipo fisso, ovvero la componentistica consente di estrarre/aggiungere una lunghezza d'onda non modificabile, oppure di tipo programmabile: in quest'ultimo caso si parla di OADM riconfigurabile (Reconfigurable OADM o R-OADM).

## Utilizzo in rete
Tipicamente, grazie alla capacità di gestire tributari passanti, gli ADM sono fisicamente collegati tra di loro secondo uno schema ad anello, consentendo così di realizzare una distribuzione di tipo multipunto senza dover ricorrere ad apparati più complessi.
Nel caso delle reti SDH/SONET, è possibile sfruttare le diverse gerarchie di multiplazione previste per creare strutture gerarchiche di anelli a bit-rate crescente, dove un anello di gerarchia superiore viene utilizzato per l'aggregazione di accessi distribuiti sugli anelli di gerarchia inferiore. In questo modo è possibile realizzare reti di telecomunicazione ad alta scalabilità e a (relativamente) semplice espandibilità su più livelli di distribuzione:
1. Anelli di tipo metro (tipicamente realizzati su gerarchie STM-1/STM-4/STM-16) per l'accesso e la distribuzione su quartieri metropolitani o città di piccole-medie dimensioni
2. Anelli di tipo regionale (tipicamente realizzati su gerarchie STM-16/STM-64) per l'aggregazione e la distribuzione del traffico tra anelli metro e l'interconnessione alle dorsali.

La possibilità di chiudere più anelli indipendenti su un unico ADM rende inoltre particolarmente efficiente e scalabile l'aggregazione del traffico e l'interconnessione tra reti metro/regionali e le dorsali di distribuzione geografica nazionale o internazionale basate su cross-connect.
Uno schema analogo si può adottare anche per le reti WDM, dove in questo caso la gerarchia di multiplazione è determinata dal numero massimo di λ aggregabili.